# Platform as a service
Platform as a Service, zkráceně PaaS, nebo česky platforma jako služba, je model cloud computingu, ve kterých uživatel získá přístup k využívání informačních a technologických platforem: databáze, middleware, vývojové nástroje a testování. V tomto modelu, jsou veškeré infrastruktury informačních technologií, včetně počítačových sítí, serverů, systémů pro ukládání dat, zcela spravovány poskytovatelem. Poskytovatel tak definuje sadu typů dostupných spotřebitelům a sadu platformy řízené parametry plošiny. Spotřebitelé mají příležitost využít platformu pro vytváření virtuálních kopií, instalace, vývoje či testování.

## Výhody a nevýhody

### Výhody
Výhodou PaaS je především to, že umožňuje programování bez starosti o celou infrastrukturu. Celkový vývoj aplikace tím může být účinnější. Může to být také užitečné v situacích, kdy několik vývojářů pracuje na jednom projektu zahrnující strany, které se nenacházejí poblíž.

### Nevýhody
Jedna nevýhoda PaaS spočívá v tom, že vývojáři nemohou být schopni používat celou řadu běžných nástrojů. Další možná nevýhoda je, že je uzamčena na určitou platformu. Většina PaaSes je relativně lock-in-free.

## Účtování
Poskytovatel Cloud platformy může účtovat poplatek pro zákazníky podle spotřebovávaných zdrojů. Poskytovatelé cloudových platforem dosahují ekonomickému dopadu pomocí virtualizace a úspory v rozsahu, když z množství uživatelů ve stejnou dobu pouze část z nich je aktivně používá výpočetní zdroj

## Typy

### Veřejné, soukromé a hybridní
Existuje několik typů PaaS, včetně veřejných, soukromých a hybridních. Služba PaaS byla původně určena pro aplikace ve službách veřejného cloudu, před rozšířením o soukromé a hybridní možnosti. 
Public PaaS je odvozen od softwaru jako služby (SaaS), a nachází se v cloud computing mezi SaaS a infrastrukturou jako službou (IaaS). SaaS je software, který je hostován v cloudu.
Takže nezabere pevný disk z počítače uživatele nebo serverů společnosti. IaaS poskytuje virtuální hardware od poskytovatele s nastavitelnou škálovatelností. Se službou IaaS musí uživatel stále spravovat server, zatímco s PaaS je správa serveru prováděna poskytovatelem. Soukromá služba PaaS může být stažena a instalována buď v datovém centru podniku nebo ve veřejném cloudu. Jakmile je software nainstalován na jednom nebo více strojích, soukromý PaaS uspořádá aplikační a databázové komponenty do jedné hostitelské platformy. Soukromí prodejci PaaS zahrnují aplikaci Apprenda, která byla zahájena v rámci společnosti Microsoft. 
Hybrid PaaS is typically a deployment consisting of a mix of public and private deployments. Příkladem je produkt IBM Bluemix, který je dodáván jako jedna integrovaná platforma pro cloud přes veřejné, specializované a lokální modely nasazení.

### Mobilní platforma jako služba
Zahájená v roce 2012, mobilní zařízení PaaS (mPaaS) poskytuje vývojové schopnosti pro návrháře a vývojáře mobilních aplikací. Skupina Yankee identifikovala mPaaS jako jednu z jejích témat pro rok 2014 a jmenovala řadu poskytovatelů včetně Kinvey, CloudMine, AnyPresence, FeedHenry, FatFractal a Point.io. 

### Open PaaS
Open PaaS nezahrnuje hosting, ale spíše poskytuje software s otevřeným zdrojovým kódem, který umožňuje poskytovateli PaaS spouštět aplikace v prostředí s otevřeným zdrojovým kódem. Některé otevřené platformy umožňují vývojáři používat libovolný programovací jazyk, databázi, operační systém nebo server k nasazení aplikací. 

### PaaS for Rapid Development(PaaS for Rapid Development)
V roce 2014 společnost Forrester Research definovala podnikové veřejné cloud platformy pro rychlé vývojáře jako vznikající trend, pojmenování řady poskytovatelů včetně Mendix, Salesforce.com, OutSystems a Acquia. 

### Typy systému

#### Doplňkové zařízení pro vývoj
Tato zařízení umožňují přizpůsobení stávajících aplikací SaaS, které často vyžadují, aby vývojáři PaaS a jejich uživatelé zakoupili předplatné doplňkové aplikace SaaS.

#### Samostatné prostředí
Samostatná prostředí společnosti PaaS nezahrnují technické, licenční ani finanční závislost na konkrétních aplikacích nebo webových službách SaaS a mají za cíl poskytnout všeobecné vývojové prostředí. 

#### Prostředí pro doručování aplikací
Nabídky PaaS pouze pro poskytování služeb se obecně zaměřují na hostingové služby, jako je zabezpečení a škálovatelnost na vyžádání. Služba neobsahuje vývoj, ladění a testovací schopnosti, mohou být dodány offline.

## PaaS ve světě
V roce 2011 byl objem trhu veřejných PaaS odhadován asi na 700 milionů dolarů. Mezi 10 největších poskytovatelů patří v roce 2019 Amazon.com (Beanstalk), Salesforce.com (Force.com, Heroku, Database.com), LongJump, Microsoft (Windows Azure), IBM (Bluemix), Red Hat (OpenShift), VMWare (Cloud Foundry), Google(App Engine), CloudBees, Engine Yard.
V roce 2012 byl v OASIS navrhnout standard pro API. Ten ukazuje standardizované formáty pro software cloudu a pro správu platformy (jako je startování, přerušení, požadavek alokace zdrojů).